# Rivière Sainte-Croix (Nouvelle-Écosse)
Pour les articles homonymes, voir Rivière Sainte-Croix (homonymie).
La Rivière Sainte-Croix  est un cours d'eau situé à l'est de la Nouvelle-Écosse, qui se jette dans l'océan Atlantique, en face de l'Île Sainte-Croix, située sur l'autre rive de la Baie de Fundy, dans le Maine.
Située dans le comté de Hants, la Rivière St. Croix est proche de la Route 101 (Nouvelle-Écosse), qui passe juste à côté. Francis Ellershausen, un industriel allemand naturalisé américain fit établir en 1864 un moulin à papier le long de la Rivière, près de la petite ville d'Ellershouse, au sud de Windsor, où sont installées les turbines d'un parc éolien.